# Wilfried Lustik
Wilfried Lustik (* 14. November 1928; † 16. März 2009 in Dresden) war ein deutscher Polizeioffizier. Er war von 1980 bis 1990 Leiter der Verwaltung Strafvollzug (VSV) des Ministeriums des Innern der DDR (MdI).

## Leben
Lustik erlernte ab 1943 den Beruf des Bäckers. Er wurde zum Reichsarbeitsdienst (RAD) eingezogen und im Mai 1945 von der Roten Armee gefangen genommen. Wegen seines jugendlichen Alters von 16 Jahren wurde er jedoch umgehend nach Hause entlassen. 
Lustik trat 1950 in die Deutsche Volkspolizei (VP) und 1954 in die Sozialistische Einheitspartei Deutschlands (SED) ein. Ab 1975 war er Stellvertreter Operativ des Leiters der Verwaltung Strafvollzug (VSV). Nach der Berentung des langjährigen Leiters des Strafvollzugs, Hans Tunnat, trat er am 1. September 1980 dessen Nachfolge an. Von 1976 bis November 1989 wurde er von der Hauptabteilung VII des Ministeriums für Staatssicherheit als Inoffizieller Mitarbeiter (IM) geführt. Am 22. Juni 1982 wurde er von Erich Honecker zum Generalmajor ernannt. Lustik war bis zu seiner Pensionierung am 7. April 1990 Leiter des Strafvollzugs.
Lustik lebte zuletzt in Dresden und war Mitglied des Vereins Gesellschaft zur Rechtlichen und Humanitären Unterstützung. Lustik starb im Alter von 80 Jahren.

## Auszeichnungen
- 1977 Vaterländischer Verdienstorden in Bronze und 1988 in Gold
- 1981 Ehrentitel Verdienter Volkspolizist der Deutschen Demokratischen Republik

## Weblink
- Jan Philipp Wölbern: Die historische Aufarbeitung der Zwangsarbeit politischer Häftlinge im Strafvollzug der DDR, S. 18 f.